# A (kana)
あ în hiragana sau ア în katakana, (romanizat ca a) este un kana în limba japoneză care reprezintă o moră. Caracterul hiragana este scris cu trei linii, iar caracterul katakana cu două linii. Kana あ și ア reprezintă sunetul pronunție în japoneză [a].
Caracterul あ provine de la caracterul kanji 安, iar ア provine de la kanjiul 阿.

## Origini
ア drivă din „阿”, iar あ derivă din „安”.

## Variante
Minuscule de acest kana (ぁ și ァ) se folosesc în combinație cu alte kana ca să schimbă pronunția lor.

## Folosire în limba ainu
În limba ainu, katakana ア reprezintă sunetul [a].

## Forme
| Formă                                 | Rōmaji   | Hiragana        | Katakana        |
| ------------------------------------- | -------- | --------------- | --------------- |
| Fără semne diacritice: a (あ行 a-gyō) | a        | あ              | ア              |
| Fără semne diacritice: a (あ行 a-gyō) | aa, ah ā | ああ, あぁ あー | アア, アァ アー |

## Ordinea corectă de scriere
|                                      |
| Ordinea corectă de scriere pentru あ |

|                                      |
| Ordinea corectă de scriere pentru ア |

## Alte metode de scriere
- Braille:

| ・－ －－ |

- Codul Morse: －－・－－